# 武石村 (長野県)

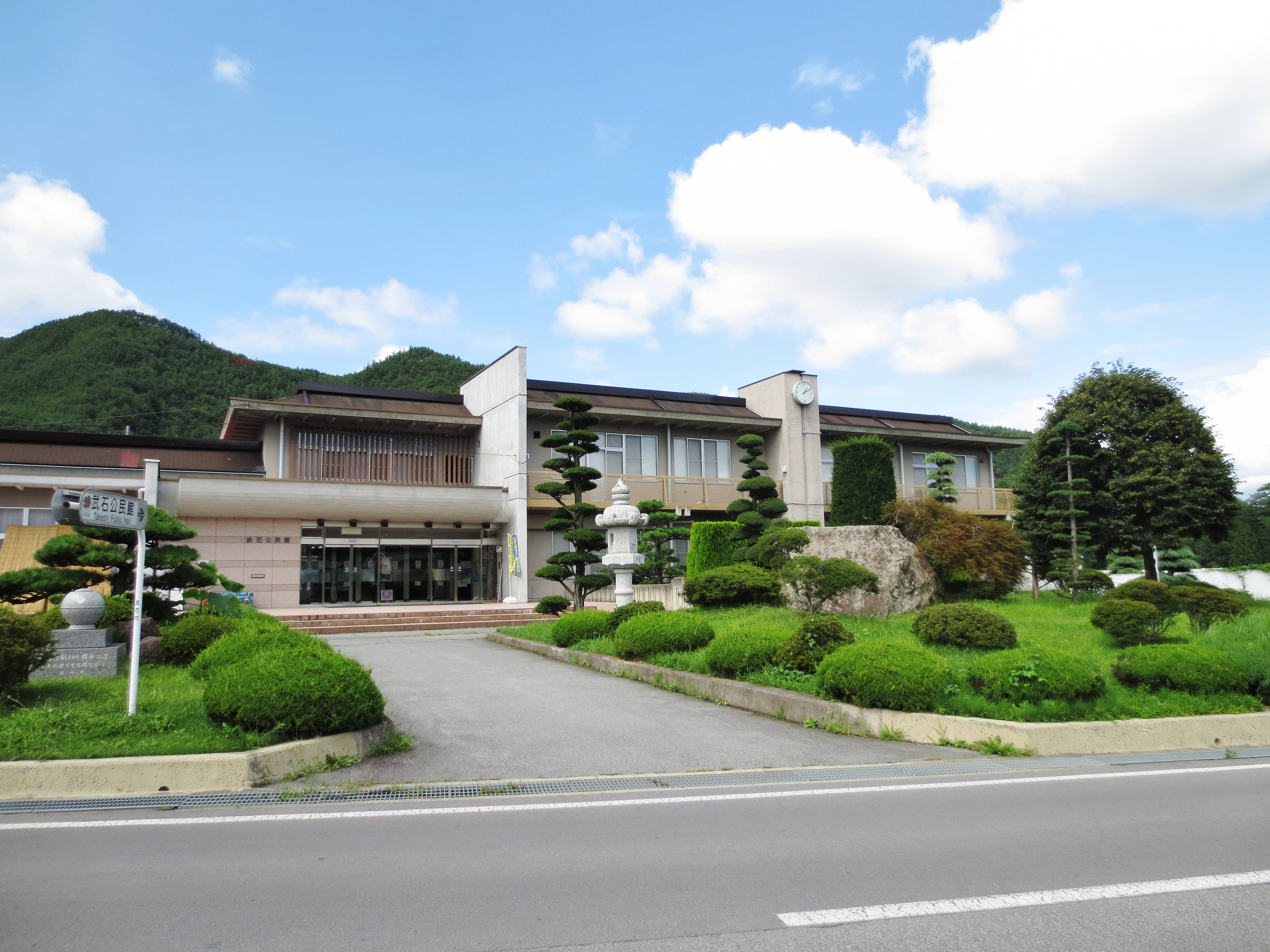
武石公民館

武石村（たけしむら）は、室町時代から2006年3月6日まで（ただし、途中で分割されていた時期があった。）長野県に存在していた村である。
2006年3月6日に隣接する上田市・丸子町・真田町と合併し、新しい上田市となった。

## 地理
長野県の中央部、美ヶ原高原の東側の山麓に位置する。村域は東西に長く、西部の松本市との境界に村名の由来となった武石峰がそびえる。

### 隣接していた自治体
- 松本市
- 小県郡：丸子町、長和町

## 歴史
武石村の起源は古く室町時代には依田庄武石郷と記載されている。戦国時代に信濃国小県郡武石村から同国同郡上武石村、下武石村の2ヶ村に分割されさらに江戸時代には2ヶ村から上武石、下武石、上本入、下本入、余里、鳥屋、沖、小沢根の8ヶ村に分割されて明治維新を迎えることとなる。江戸時代は上田藩領に属していた。歴史は自治体としては107年、記録が残っているのを含めると約700有余年に及んだ。武石村役場は発足後上田市役所武石地域自治センターと改称した。

### 沿革
- 1889年（明治22年）4月1日 - 町村制の施行により、上武石村・下武石村・沖村・鳥屋村・上本入村・下本入村・余里村・小沢根村の区域をもって発足。
- 2006年（平成18年）3月6日 - 上田市・丸子町・真田町と合併し、改めて上田市が発足。同日武石村廃止。

## 友好都市
- 東京都練馬区 - 1994年（平成6年）、友好提携。

## 交通

### 鉄道
村内を走る鉄道路線は無い。鉄道を利用する場合の最寄り駅は、しなの鉄道しなの鉄道線大屋駅。

### 道路
- 有料道路
  - 霧ヶ峰有料道路
- 一般国道
  - 国道152号
  - 国道254号
- 県道
  - ビーナスライン

## 名所・旧跡・観光スポット・祭事・催事

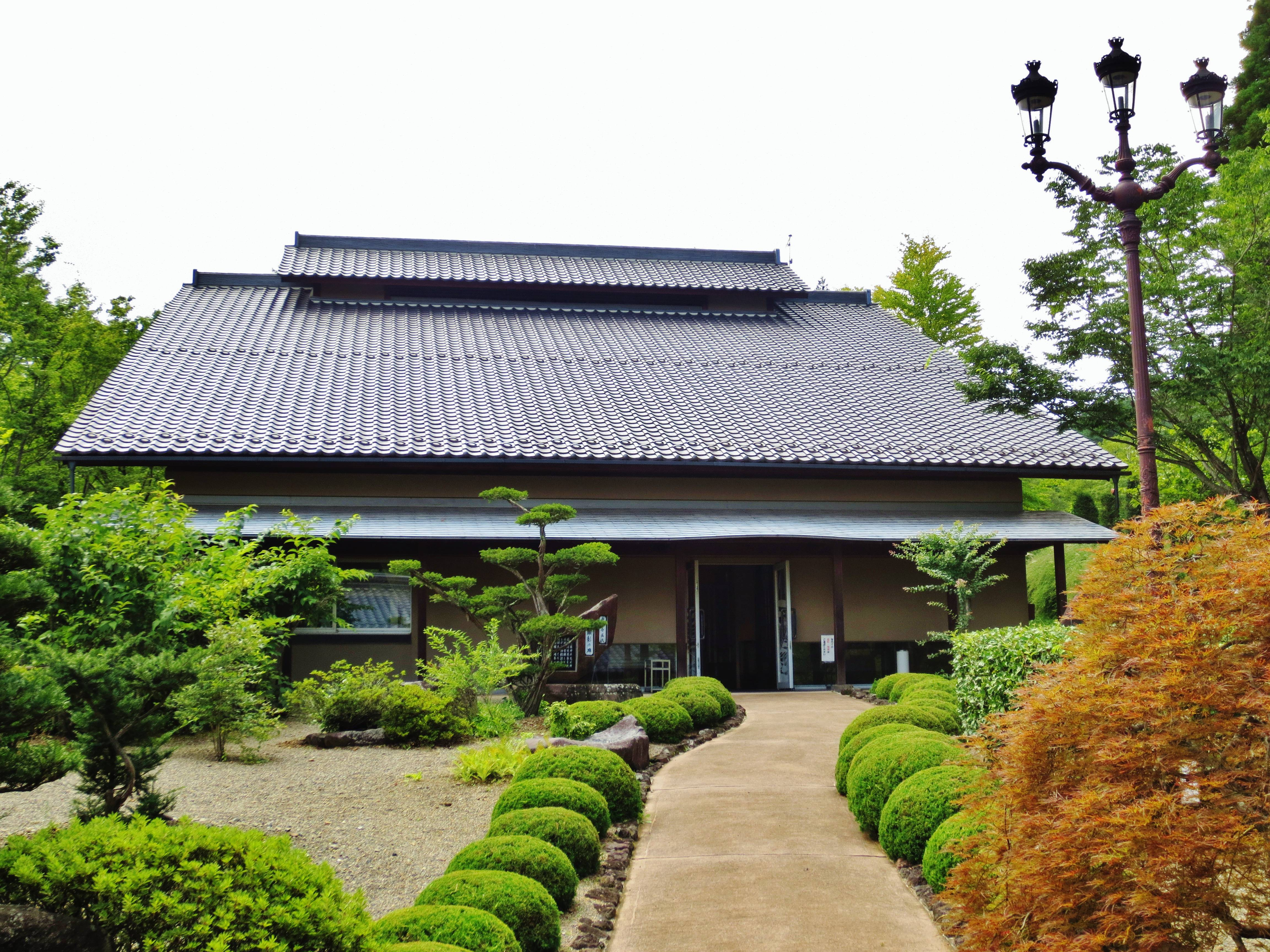
武石ともしび博物館

- 美ヶ原高原
  - 美ヶ原高原美術館
  - 白樺平のレンゲツツジ
- 巣栗渓谷
  - 焼山滝
  - 焼山沢登山道(ヒカリゴケ)
  - お仙ヶ淵
  - 竜ヶ沢ダム
- 公園
  - 唐沢の福寿草
  - 武石アジサイ公園
  - 福寿の水(湧き水)
  - 大布施のもみじ橋
  - 余里の一里花桃
  - 余里分校跡　枝垂桜
  - 大布施のヒガンザクラ
  - 武石公園
  - 武石川河川公園
- 歴史
  - 信広寺
  - 一心神社(一心様の火渡り・刃渡り)
  - 妙見寺（日本四方鳴龍）
  - 大宮諏訪神社
  - 子檀嶺（こまみね）神社
  - 沖の牛石
  - 武石ともしび博物館
- 祭
  - ともしびの里駅伝大会
  - 武石夏祭り
  - 武石子檀嶺神社御柱大祭
- 温泉
  - 武石温泉「うつくしの湯」
  - 岳の湯温泉 雲渓荘
- レジャー施設
  - 武石観光センター(蕎麦打ち体験、川魚釣り)
  - 武石番所ヶ原スキー場
  - 森林公園マレットゴルフ場
  - 巣栗キャンプ場

## 出身有名人
- 牛山美耶子（アナウンサー）
- 高橋信美（旧制千葉医科大学学長）

## その他
- 丸子町とともに、丸子テレビ放送のサービスエリアである。